# Химиотерапия
Химиотерапи́я — лечение какого-либо инфекционного, паразитарного заболевания либо злокачественной опухоли (рака) с помощью яда или токсина, губительно воздействующего на инфекционный агент — возбудитель заболевания, на паразитов или на клетки злокачественных опухолей при меньшем отрицательном воздействии на организм больного. Яд или токсин при этом называется химиопрепаратом, или химиотерапевтическим агентом. Врач химиотерапии — химиотерапе́вт.
Химиотерапия может рассматриваться как вид фармакотерапии, направленный только на возбудителя (или другой этиологический фактор) болезни. Цель обычной фармакотерапии — коррекция нарушений жизнедеятельности организма, восстановление или улучшение функций поражённых заболеванием органов и систем. Целью же химиотерапии является уничтожение или, по крайней мере, торможение размножения паразитов, инфекционных агентов или злокачественных клеток, по возможности с меньшим повреждающим действием на организм больного. Нормализация жизнедеятельности и улучшение функций поражённых органов и систем при этом достигаются вторично, как следствие уничтожения или ослабления причины, вызвавшей заболевание — инфекции, опухоли или паразитарной инвазии.

## Виды химиотерапии
В соответствии с тем, на уничтожение чего направлена химиотерапия, выделяют:
- антибактериальную химиотерапию или антибиотикотерапию;
- противогрибковую химиотерапию;
- противоопухолевую (цитостатическую или цитотоксическую) химиотерапию, использующую противоопухолевые препараты;
- противовирусную химиотерапию;
- противопаразитарную химиотерапию, в частности антигельминтную, противомалярийную и др.

## Принятие других препаратов во время химиотерапии
Некоторые лекарства могут вступать в реакцию с препаратами, используемыми при химиотерапии. Врач должен изучить список всех лекарств, которые принимает пациент, прежде чем приступить к лечению. В такой список должны входить все принимаемые средства, в том числе витамины, препараты против аллергии и др., а также минеральные или растительные добавки.